# Fernando Gorriarán
Fernando Gorriarán Fontes (Montevideo, 1994. november 27. –) uruguayi válogatott labdarúgó, 2023-tól a mexikói UANL játékosa.

## Pályafutása

### Fiatalkori évek
Fernando Gorriarán a CA River Plate akadémiáján nevelkedett, majd 2014-ben 19 évesen felkerült az első csapat keretébe.

### River Plate
Első szezonjában a felnőtt csapatban 13 mérkőzésen lépett pályára, amelyen egy gólpasszt adott. 
A 2015-16-os szezonban Gorriarán 21 mérkőzésen kapott lehetőséget, amelyeken egy gólt lőtt és három gólpasszt adott. 
A következő idényében 29 mérkőzésen négyszer volt eredményes és két gólpasszt adott.

### Ferencvárosi TC
2017-ben elhagyva nevelő egyesületét a Ferencvárosi TC-hez igazolt. Az FTC csapatában 2017. december 9-én (a bajnokság 19. fordulójában) lőtte első gólját a Vasas ellen. Alapembere lett a zöld-fehér csapatnak, a 2017–2018-as szezonban 28 bajnoki mérkőzésen kapott lehetőséget és két gólt szerzett a bajnokságban ezüstérmet szerző csapatban. Pályára lépett az Európa-liga selejtezőjében is.
A 2018–2019-es Magyar Kupa-sorozat nyolcaddöntőjében a Kisvárda elleni párharc visszavágóján a félpályáról lőtt látványos gólt. A szezon végén bajnoki címet nyert a Ferencvárossal. 24 bajnoki mérkőzésen két gólt szerzett, a Nemzeti Sport osztályzatai alapján a legjobb mezőnyjátékos lett a 2018-2019-es idényben. A budapesti csapat színeiben összesen nyolcvan tétmérkőzésen lépett pályára és hat gólt szerzett. 2019 júniusában a mexikói Club Santos Laguna igazolta le.

### Tigres de la UANL
2022. december 16-án jelentették be, hogy 2023. január 1-től csatlakozik a UANL csapatához.

### A válogatottban
Válogatott szinten a legnagyobb sikere, hogy 2015-ben az U22-es korosztállyal megnyerte a Pánamerikai játékokat. Gorriarán a torna csoport meccseit végigjátszotta. A döntőben sérülés miatt nem játszhatott, de csapata 1-0-ra legyőzte Mexikót, így elhódították az aranyérmet. 2021 márciusában Óscar Tabárez szövetségi kapitány nevezte Gorriaránt az uruguayi válogatott bő, 35 fős keretébe az Argentína és Bolívia elleni világbajnoki selejtező mérkőzésekre. A felnőtt válogatottban 2021. június 9-én mutatkozott be Venezuela ellen, a mérkőzés 89. percében Lucas Torreirát váltotta. Részt vett a 2021-es Copa Américán, ahol az Argentína ellen 1–0-ra elveszített csoportmérkőzésen a 84. percben állt be Federico Valverde helyére.

#### Mérkőzései az uruguayi válogatottban
| #  | Dátum            | Ellenfél  | Eredmény | Kiírás                  | Esemény |
| -- | ---------------- | --------- | -------- | ----------------------- | ------- |
| 1. | 2021. június 9.  | Venezuela | 0 – 0    | vb-selejtező            | 89'     |
| 2. | 2021. június 19. | Argentína | 0 – 1    | Copa América csoportkör | 84'     |

## Sikerei, díjai

### Klubsikerek
CA River Plate
- Uruguayi labdarúgó-bajnokság ezüstérmes: 2014–15

 Ferencvárosi TC
- Magyar bajnok: 2019[12]
- Magyar bajnoki ezüstérmes: 2018

 Santos Laguna
- Mexikói labdarúgó-bajnokság ezüstérmes: 2021

### Válogatottal
Uruguayi U22-es labdarúgó-válogatott
- Pánamerikai játékok győztes: 2015

## Statisztika
2021. május 31-én frissítve.
| Klub           | Szezon | Bajnokság     | Bajnokság | Országos kupa | Országos kupa | Nemzetközi kupa | Nemzetközi kupa | Összesen      | Összesen |
| Klub           | Szezon | Pályára lépés | Gól       | Pályára lépés | Gól           | Pályára lépés   | Gól             | Pályára lépés | Gól      |
| -------------- | ------ | ------------- | --------- | ------------- | ------------- | --------------- | --------------- | ------------- | -------- |
| CA River Plate |        |               |           |               |               |                 |                 |               |          |
| 2013–14        | 13     | 0             | 0         | 0             | 0             | 0               | 13              | 0             |          |
| 2014–15        | 21     | 1             | 0         | 0             | 4             | 0               | 25              | 1             |          |
| 2015–16        | 23     | 1             | 0         | 0             | 0             | 0               | 23              | 1             |          |
| 2016           | 13     | 0             | 0         | 0             | 5             | 0               | 18              | 0             |          |
| 2017           | 16     | 4             | 0         | 0             | 0             | 0               | 16              | 4             |          |
| Összesen       | 86     | 6             | 0         | 0             | 9             | 0               | 95              | 6             |          |
| Ferencváros    |        |               |           |               |               |                 |                 |               |          |
| 2017–18        | 28     | 2             | 1         | 0             | 4             | 0               | 33              | 2             |          |
| 2018–19        | 24     | 2             | 5         | 2             | 2             | 0               | 31              | 4             |          |
| Összesen       | 52     | 4             | 6         | 2             | 6             | 0               | 64              | 6             |          |
| Santos Laguna  |        |               |           |               |               |                 |                 |               |          |
| 2019–20        | 28     | 0             | 1         | 0             | 0             | 0               | 29              | 0             |          |
| 2020–21        | 38     | 7             | 0         | 0             | 0             | 0               | 38              | 7             |          |
| Összesen       | 66     | 7             | 1         | 0             | 0             | 0               | 67              | 7             |          |
| Karrier összes |        | 204           | 17        | 7             | 2             | 15              | 0               | 226           | 19       |